# Mong Ping
Mong Ping é uma cidade e município do estado de Xã, no Mianmar (Birmânia).